# Hirnantiano
Nella scala dei tempi geologici, l'Hirnantiano rappresenta l'ultimo dei tre piani o età in cui è suddiviso l'Ordoviciano superiore, la seconda epoca dell'intero periodo Ordoviciano, che a sua volta è il secondo dei sei periodi in cui è suddivisa l'era del Paleozoico. Esso è quindi anche il piano che chiude l'intero periodo Ordoviciano.
È un piano molto breve, compreso tra 445,6 ± 1,5 e 443,7 ± 1,5 milioni di anni fa (Ma), e quindi della durata di meno di due milioni di anni, preceduto dal Katiano e seguito dal Rhuddaniano, il primo piano del successivo periodo Siluriano.
L'Hirnantiano, e di conseguenza la fine dell'Ordoviciano, è caratterizzato da un rapido raffreddamento del clima che portò ad una glaciazione tale da far scendere il livello medio dei mari di circa 80 metri, causando così una grande estinzione di massa, nota come estinzione dell'Ordoviciano, che portò alla scomparsa di una considerevole percentuale delle specie marine d'acqua bassa (praticamente la maggior parte delle specie allora viventi).

## Etimologia
Il piano Hirnantiano deriva il suo nome dal villaggio di Cwm Hirnant (valle del lungo fiume in gallese), situato poco lontano dal paese di Bala, nel nord del Galles.

La denominazione e il piano stesso furono proposti da Bancroft nel 1933.

## Definizioni stratigrafiche e GSSP
La base dell'Hirnantiano è fissata in corrispondenza della prima comparsa negli orizzonti stratigrafici dei graptoliti della specie Normalograptus extraordinarius.
Il limite superiore, che è anche il limite dell'Ordoviciano nonché base del successivo Siluriano, è dato dalla prima comparsa dei graptoliti della specie Akidograptus ascensus, a poca distanza dalla prima comparsa del Parakidograptus acuminatus.   

### GSSP
Il GSSP, il profilo stratigrafico di riferimento della Commissione Internazionale di Stratigrafia, è stato assegnato ad una sezione della formazione Wangjiawan, 42 km a nord della città di Yichang, nella provincia di Hubei, in Cina.

## Eventi importanti
All'inizio dell'Hirnantiano il clima della Terra era piuttosto caldo e il livello medio dei mari molto più alto di quello odierno. Questo aveva portato all'inondazione delle terre più basse e dei piccoli altopiani, formando mari interni caratterizzati da acque poco profonde e calde che avevano permesso la fioritura di nuove specie zoologiche marine adattatesi a questo ambiente.
Un'oscillazione del clima portò ad un rapido abbassamento delle temperature che sfociò in una grande glaciazione, con una conseguente diminuzione del livello medio dei mari che andò dai 50 metri del Nevada e Utah, ai 100 della Norvegia e Inghilterra, con una media complessiva stimata attorno agli 80 metri. L'abbassamento dei mari portò al prosciugamento dei grandi bacini di acque basse continentali con la conseguente scomparsa delle forme di vita che vi si erano sviluppate.
La grande estinzione di massa risultante, nota come estinzione dell'Ordoviciano-Siluriano, portò alla scomparsa di circa l'85% delle specie marine, di fatto l'unica forma di vita del tempo. Le specie che sopravvissero furono molto ridotte nel numero e questo risultò in una marcata riduzione della biodiversità sulla Terra.
L'ambiente glaciale portò allo sviluppo di altre specie in grado di adattarsi meglio al clima freddo, e queste rimpiazzarono quelle sviluppatesi nel periodo caldo. Proprio mentre queste nuove specie stavano proliferando, il clima mutò nuovamente e la temperatura riprese a salire, provocando la fusione dei ghiacci e il conseguente innalzamento dei mari. Parte delle terre emerse furono nuovamente inondate da acque basse e calde, provocando la scomparsa delle specie da clima freddo che si erano da poco sviluppate e riportando il pianeta ad una situazione simile a quella precedente.   